# Sanne (naam)
Sanne is een Nederlandse voornaam, vooral in gebruik als meisjesnaam. De naam Sanne heeft vanaf 1998 enige jaren op nummer 1 gestaan in de lijstjes van meest gegeven voornamen.
Over de oorsprong van de naam zijn verschillende theorieën. Zo zou het een vrouwelijke vorm van de Friese naam Sane kunnen zijn. Een waarschijnlijker verklaring is echter dat het een verkorte versie van de naam Susanna is. De naam Susanna of Susanne komt van Σουσαννα (Sousanna), de Griekse vorm van de Hebreeuwse naam Shoshannah of Sjoesjanah. Dit kwam van het Hebreeuwse woord shoshan, wat "lelie" betekent. In het moderne Hebreeuws betekent dit ook "roos".
In een deutero-canoniek boek van het Oude Testament staat het verhaal van Susanna. Zij wordt badend in de tuin door hoge heren uitgenodigd tot ontoelaatbaar seksueel gedrag. Als zij daar niet aan toe geeft wordt zij vals beschuldigd maar uiteindelijk loopt het goed met haar af. Ze kreeg de bijnaam 'kuise Susanna'.
De naam Sanne komt ook voor als jongensnaam, maar dit is vrij zeldzaam.

## Bekende Nederlandse naamdragers
- Sanne Hans, zangeres van de band Miss Montreal
- Sanne Heijen, een tv-presentatrice
- Sanne Nijhof, de winnares van het televisieprogramma Holland's Next Top Model 2006
- Sanne de Regt, Miss Nederland 2003-2004
- Sanne Wallis de Vries, een Nederlandse cabaretière
- Sanne van der Star, een Nederlandse langebaanschaatsster
- Sanne Bakker, een Nederlandse paralympisch sportster
- Sanne Delfgou, een Nederlandse langebaanschaatsster
- Sanne Boswinkel, een Nederlandse nieuwslezeres
- Sanne Vogel, een Nederlandse toneelspeelster en filmactrice
- Sanne Pluim, Nederlandse ex-voetbalster
- Sanne Terlouw, een Nederlandse schrijfster
- Sanne Sannes, een Nederlandse fotograaf
- Sanne den Hartogh, een Nederlandse acteur
- Sanne Wevers, een Nederlandse turnster
- Sanne van Dijke, een Nederlandse judoka

## Bekende Belgische naamdragers
- Sanne Cant, een Belgische wielrenster
- Sandra Denotté, een Belgische zangeres bekend onder de naam Sanne
- Sanne Putseys, een Belgische singer-songwriter

## Trivia
Senne & Sanne is een stripreeks van de Belgische stripauteur Marc Verhaegen.